# Everaert Spoorwater

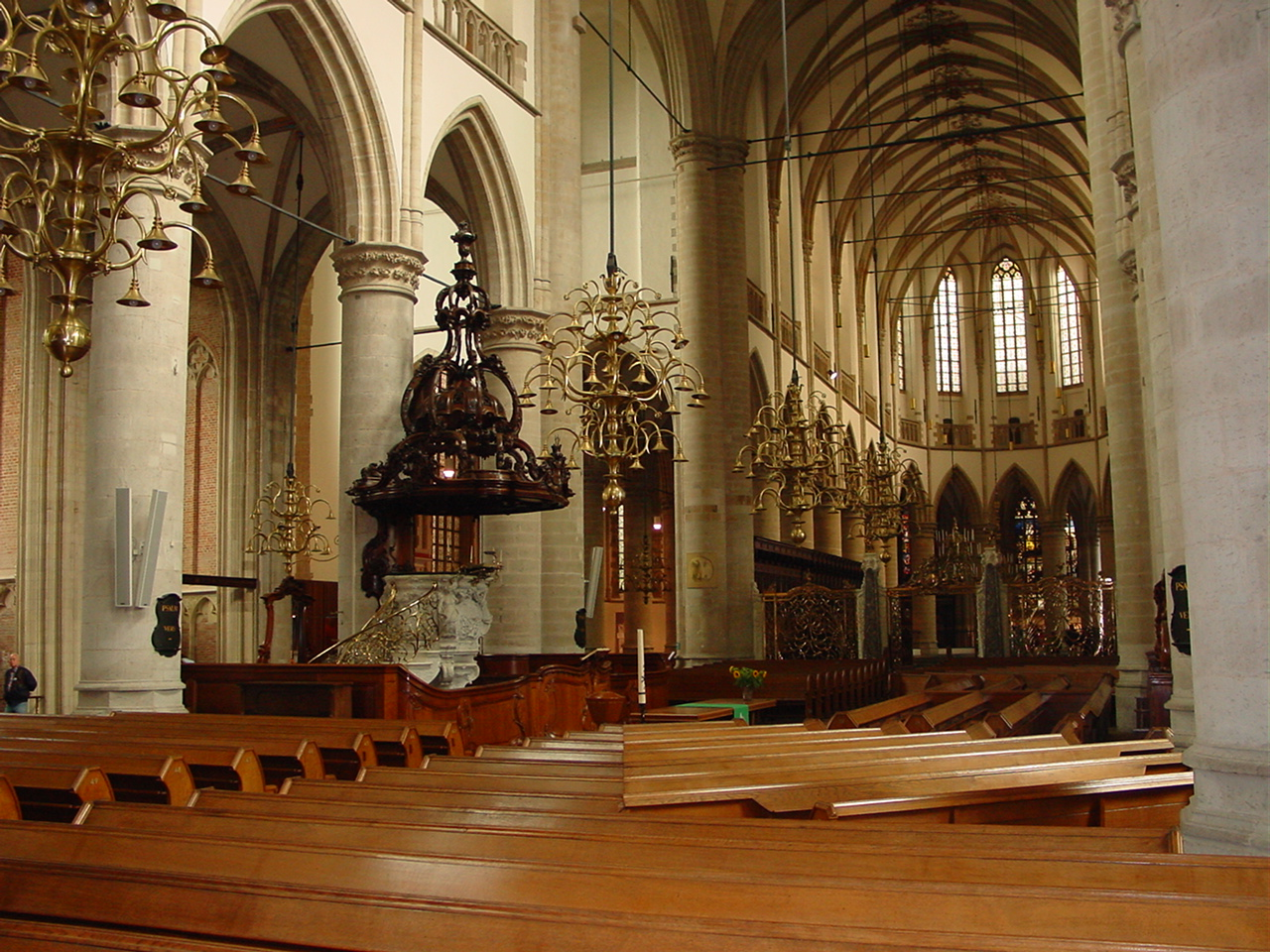
Interieur van de Grote Kerk van Dordrecht

Everaert Spoorwater, ook Evert van der Weyden, (Brussel, ? – Antwerpen, 1474) was een Brabantse bouwmeester, vertegenwoordiger van de Brabants-gotische stijl. Hij heeft een belangrijk stempel gedrukt op de architectuur in Brabant, Zeeland en Holland. Spoorwater werkte dikwijls samen met leden van het Keldermans-familiegeslacht. Hij had voornamelijk veel waardering voor de beeldhouwkunst van Matthijs II en maakte dus geregeld gebruik van zijn diensten.

## Werkwijze

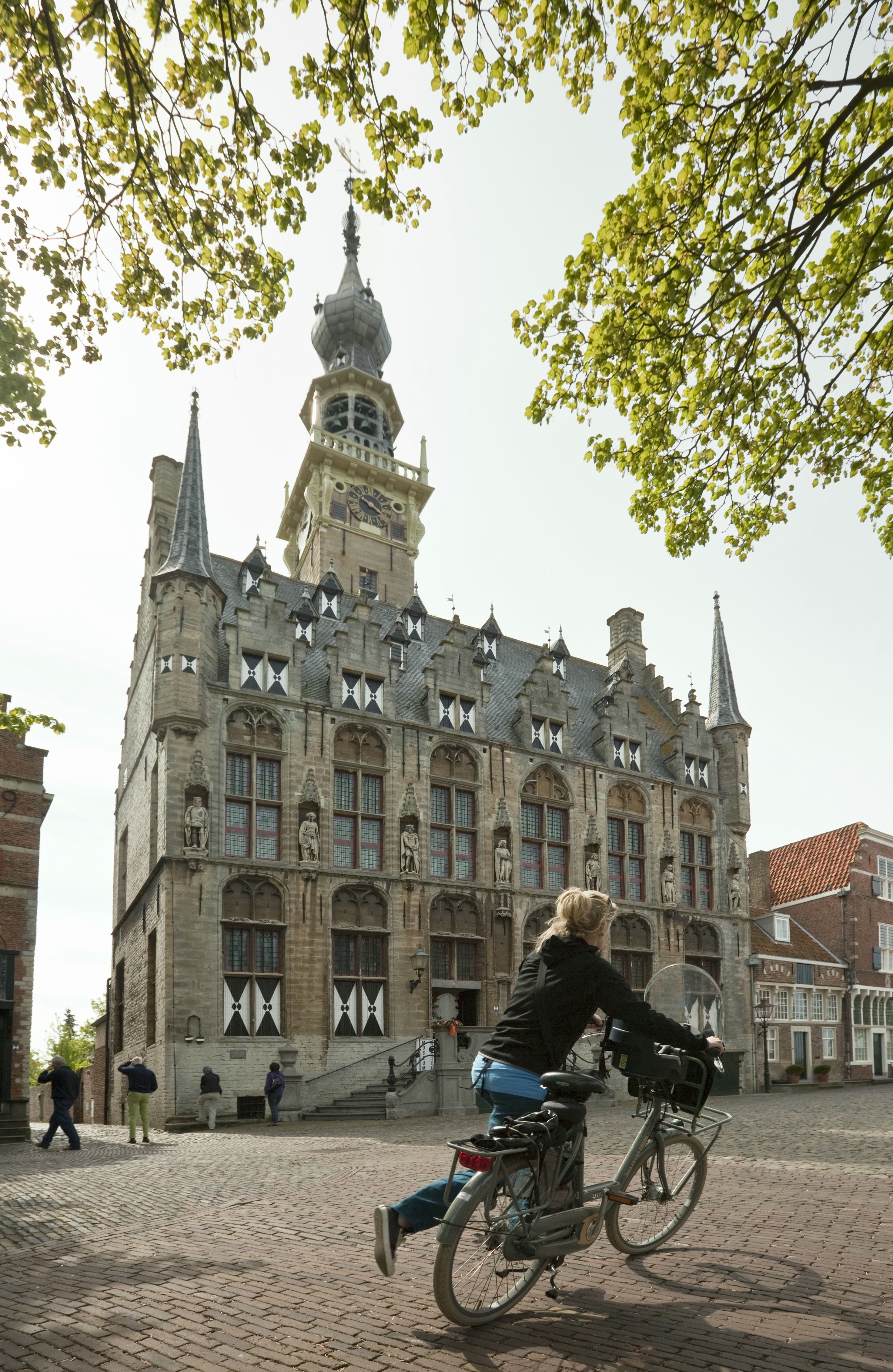
Stadhuis van Veere

Spoorwater begon zijn carrière als steenhouwer en steenleverancier, maar legde zich al vroeg toe op ontwerpen en bouwbegeleiding. Vanuit zijn standplaats Antwerpen werkte hij als architect in een groot gebied dat zich in het noorden uitstrekte tot Haarlem.
Spoorwater perfectioneerde een werkwijze waarbij voor grote bouwwerken een plan werd gemaakt op grond waarvan vrijwel alle natuurstenen onderdelen bij Belgische steengroeven konden worden besteld, zodat zij op de plaats van bestemming slechts pas gemaakt en gemetseld hoefden te worden. Dit zorgde ervoor dat geen eigen loods nodig was op de bouwplaats en dat het werk zonder permanente aanwezigheid van de bouwmeester kon worden uitgevoerd. Dit systeem werd vooral toegepast bij de grote stadskerken in Holland, waar geen steen in de nabijheid gewonnen kon worden. Enerzijds betekende dit dat Spoorwater aan vele bouwwerken tegelijk leiding kon geven, daarnaast zorgde dit voor een grote verspreiding van de vormentaal van de Brabantse gotiek in Holland. Deze vorm van ondernemerschap werd daarna veel toegepast.

## Oeuvre
Spoorwater was vanaf 1439 loodsmeester van de Onze-Lieve-Vrouwekerk in Antwerpen. Daarnaast leidde hij vanaf 1439 de bouw van de Grote Kerk in Dordrecht en vanaf 1443 van de Sint-Gertrudiskerk in Bergen op Zoom. Hij was als werkmeester ook verbonden aan de Sint-Bavokerk in Haarlem, waar onder zijn leiding van 1445 tot 1455 het (lage, later opgehoogde) dwarsschip ontstond, en vanaf 1456 het schip. Vanaf 1450 was hij verantwoordelijk voor de Sint-Willibrordusbasiliek in Hulst, waar onder zijn leiding het koor en de kapellenkrans ontstonden. 
Op stilistische gronden zijn ook het schip van de Catharijnekerk van Brielle en dat van de Onze-Lieve-Vrouwekerk van Tholen aan hem toe te schrijven. Hij leverde in 1464 advies voor de toevoeging van extra zijbeuken aan het schip van de Pieterskerk in Leiden. Daarnaast is zijn betrokkenheid gedocumenteerd bij de Heilig-Kruiskerk in Vrasene.
Spoorwater was bovendien stadswerkman in Antwerpen, Middelburg en Veere. In de laatste twee steden leverde hij waarschijnlijk het ontwerp voor de stadhuizen. In Kortrijk was hij betrokken bij de bouw van de Leiebrug (later afgebroken).